# Katholisches Bibelwerk
Das Katholische Bibelwerk e. V. (KBW), mit Sitz in Stuttgart, wurde 1933 als Bewegung von an der Bibel interessierten Laien und Theologen gegründet. Das Bibelwerk hat heute ca. 20.000 Mitglieder. Zur Förderung der Verbreitung der Heiligen Schrift wurde bereits 1937 auch ein Verlag gegründet, der heute Verlag Katholisches Bibelwerk GmbH heißt. Das Katholische Bibelwerk vertritt die Rechte an der Einheitsübersetzung.

## Geschichte
Die am 22. September 1933 gegründete „Katholische Bibelbewegung“ ist aus dem Geist der liturgischen Bewegung entstanden, die seit Anfang des 20. Jahrhunderts in der katholischen Kirche die Gemeinschaft im Gottesdienst, die Hinwendung zur Heiligen Schrift und die Volkssprache im Gottesdienst propagierte. Als Zweck des Vereins wurde in der Satzung formuliert: „Die Verbreitung der Heiligen Schrift unter dem katholischen Volke entsprechend den Weisungen der kirchlichen Autoritäten zu fördern und dem Volke die Werke des Buches der Bücher in jeder erdenklichen Weise zu erschließen.“ 
1946 wurde die bis heute bestehende Mitgliederzeitschrift „Bibel und Kirche“ gegründet, 1965 kam die zweite Mitgliederzeitschrift „Bibel heute“ hinzu, die derzeit 16.000 Abonnenten hat. Von 1996 an wird außerdem ein Magazin mit historisch-archäologischem Schwerpunkt „Welt und Umwelt der Bibel“, derzeit mit einer Auflage von rund 10.000 Exemplaren, herausgegeben. Alle drei Zeitschriften verfolgen das Ziel, das theologisch-wissenschaftlich begründete Wissen über und um die Bibel einem breiten Publikum zu erschließen. Diesem Zweck dienen auch die „Lesehilfen“ für die Bibeltexte, die in den sonntäglichen Lesungen der römisch-katholischen Kirche vorgetragen werden.

## Struktur
Durch Diözesanleiterinnen und Diözesanleiter ist das Katholische Bibelwerk e. V. in allen Diözesen in Deutschland vertreten. Es führt Bibelkurse durch, publiziert Materialien zur Bibelarbeit und gibt die drei genannten Zeitschriften heraus. Zusammen mit der evangelischen Deutschen Bibelgesellschaft steht es hinter dem ökumenischen Arbeitskreis „Biblische Reisen e. V.“
Vorstandsvorsitzender ist seit 2019 Egbert Ballhorn als Nachfolger von Michael Theobald.

## Direktoren
- 1934–1945: Josef Bärtle (1892–1949), Pfarrer in Mooshausen[2]
- 1959–1971: Otto Knoch
- 1971–1979: Franz Josef Stendebach
- 1979–1989: Paul-Gerhard Müller
- 1989–2009: Franz-Josef Ortkemper
- 2010–2014: Franz Josef Backhaus[3]
- ab 1. Dezember 2014: Katrin Brockmöller[4]